# Ocampo (Chihuahua)
Ocampo es una localidad y asiento del municipio de Ocampo, en el estado mexicano de Chihuahua. En 2010, la localidad tenía una población de 527.
Originalmente asentado como Jesús María en 1821 última población fundada por españoles antes de la Independencia de México. En 1861 cambió su nombre para honrar al recientemente asesinado político liberal Melchor Ocampo.